# Liste du patrimoine mondial au Vatican
Cet article recense les sites inscrits au patrimoine mondial au Vatican.

## Statistiques
Le Vatican (Saint-Siège pour l'UNESCO) adhère la Convention pour la protection du patrimoine mondial, culturel et naturel le 7 octobre 1982. Le premier site protégé est inscrit en 1980.
Au travers de deux sites culturels, le Vatican est le seul État entièrement classé par l'UNESCO au patrimoine mondial de l'humanité.

## Listes
Les sites suivants sont inscrits au patrimoine mondial.
| Site | Type                                   | Date      | Superficie (ha) | Lien | Notes                              | Coordonnées                       | Illus. |
| --- | -------------------------------------- | --------- | --------------- | ---- | ---------------------------------- | --------------------------------- | ------ |
| Centre historique de Rome, les biens du Saint-Siège situés dans cette ville bénéficiant des droits d'extra-territorialité et Saint-Paul-hors-les-Murs | Culturel, (i), (ii), (iii), (iv), (vi) | 1980 1990 | 1 485           | 91   | Site transfrontalier avec l'Italie | 41° 53′ 24″ nord, 12° 29′ 31″ est |        |
| Cité du Vatican | Culturel, (i), (ii), (iv), (vi)        | 1984      |                 | 286  |                                    | 41° 54′ 07″ nord, 12° 27′ 25″ est |        |